# Serbiens herrlandslag i vattenpolo
För Serbiens resultat som en del av Jugoslavien, se Jugoslaviens herrlandslag i  vattenpolo.

Serbiens flagga.

Serbiens herrlandslag i vattenpolo representerar Serbien i vattenpolo på herrsidan. De tillhör världseliten och har under senare tid räknats som världens bästa lag efter deras framgångar i både EM och VM samt i andra turneringar. 
Laget blev världsmästare 2009 och 2015. Laget blev även europamästare 2006, 2012, 2014 och 2016.

## Medaljer

### OS[7]
| Ort och år  | Placering |
| ----------- | --------- |
| Peking 2008 |           |
| London 2012 |           |

### VM[7]
| Ort och år    | Placering |
| ------------- | --------- |
| Rom 2009      |           |
| Shanghai 2011 |           |
| Kazan 2015    |           |

### EM[8]
| Ort och år     | Placering |
| -------------- | --------- |
| Belgrad 2006   |           |
| Málaga 2008    |           |
| Zagreb 2010    |           |
| Eindhoven 2012 |           |
| Budapest 2014  |           |
| Belgrad 2016   |           |